# Ligne de tramway 370/1
Pour les articles homonymes, voir Ligne 370.
Ne doit pas être confondu avec Ligne de tramway 370/2.
La ligne 370A est une ancienne ligne de tramway vicinal de la Société nationale des chemins de fer vicinaux (SNCV) qui reliait Audenarde à Grammont entre 1905 et 1943.

## Histoire
1er avril 1905 : mise en service entre la gare de Grammont et Leupegem, nouvelle section (capital 103),.
20 novembre 1905 : prolongement de Leupegem à la gare d'Audenarde, nouvelle section (capital 103),.
1943 : suppression à la suite du démontage des voies par l'occupant,.

## Infrastructure

### Dépôts et stations
Nom : (gare) : quand le dépôt ou la station est accolé ou proche d'une gare.
Type : D : dépôt , S : station , Sf : si la station sert de gare douanière à la frontière , Sp : si la station est établie dans un bâtiment privé le plus souvent un café ou plus rarement une habitation privée.
| Illustration | Nom              | Type | Commune   | Localisation                | État          | Remarques |
| ------------ | ---------------- | ---- | --------- | --------------------------- | ------------- | --------- |
|              | Audenarde (gare) | D    | Audenarde | 50° 51′ 13″ N, 3° 36′ 19″ E | Hors service. |           |

## Exploitation

### Horaires
Tableaux : 370/1 (1931), numéro de tableau partagé avec la ligne 370/2.